# Associazione Sportiva Pescina Valle del Giovenco 2007-2008
Questa pagina raccoglie le informazioni riguardanti l 'Associazione Sportiva Pescina Valle del Giovenco nelle competizioni ufficiali della stagione 2007-2008.

## Rosa
| N. |                      | Ruolo | Calciatore                |
| -- | -------------------- | ----- | ------------------------- |
|    | Argentina (bandiera) | A     | Luis Arcamone             |
|    | Argentina (bandiera) | A     | Cristian Pablo Berra      |
|    | Italia (bandiera)    | A     | Dario Bettini             |
|    | Italia (bandiera)    | P     | Marino Bifulco            |
|    | Italia (bandiera)    | D     | Dario Celli               |
|    | Italia (bandiera)    | C     | Andrea Censori            |
|    | Italia (bandiera)    | C     | Stefano De Angelis        |
|    | Italia (bandiera)    | A     | Andrea De Berardinis      |
|    | Italia (bandiera)    | C     | Michele Del Signore       |
|    | Italia (bandiera)    | A     | Luigi Di Pasquale         |
|    | Italia (bandiera)    | D     | Giacomo Filippi           |
|    | Italia (bandiera)    | D     | Luca Gentili              |
|    | Italia (bandiera)    | C     | Carmine Giordano          |
|    | Italia (bandiera)    | C     | Cosimo Damiano Laboragine |

| N. |                   | Ruolo | Calciatore           |
| -- | ----------------- | ----- | -------------------- |
|    | Italia (bandiera) | D     | Antonio La Fortezza  |
|    | Italia (bandiera) | D     | Gaetano Lonardo      |
|    | Italia (bandiera) | C     | Andrea Luciani       |
|    | Italia (bandiera) | P     | Cristian Mandrelli   |
|    | Italia (bandiera) | D     | Marco Ogliari        |
|    | Italia (bandiera) | A     | Vinicio Paris        |
|    | Italia (bandiera) | D     | Giuseppe Petitto     |
|    | Italia (bandiera) | D     | Matteo Pomponi       |
|    | Italia (bandiera) | P     | Fabrizio Pratticò    |
|    | Italia (bandiera) | A     | Gianluca Sansone     |
|    | Italia (bandiera) | C     | Vincenzo Silvestri   |
|    | Italia (bandiera) | D     | Nicola Stroffolini   |
|    | Italia (bandiera) | D     | Alessandro Zamperini |